# Pleurophorus mediterranicus
Pleurophorus mediterranicus é uma espécie de insetos coleópteros polífagos pertencente à família Aphodiidae.
A autoridade científica da espécie é Pittino & Mariani, tendo sido descrita no ano de 1986.
Trata-se de uma espécie presente no território português.